# Philiris agatha
Philiris agatha är en fjärilsart som beskrevs av Grose-smith 1899. Philiris agatha ingår i släktet Philiris och familjen juvelvingar. Inga underarter finns listade i Catalogue of Life.

## Bildgalleri

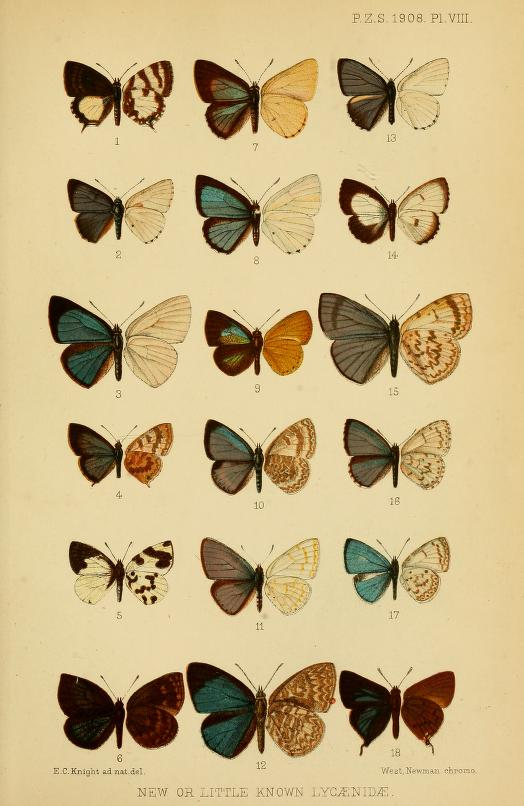